# Карл Черні
Карл Черні (нім. Carl Czerny, 21 лютого 1791 — 15 липня 1857, там само) — австрійський піаніст та композитор чеського походження. Помер і народився в Відні, і вважався одним з найкращих викладачів гри на фортепіано в цьому місті. Серед його учнів були Леопольд де Меєр та Ференц Ліст, який присвятив Черні свої «Трансцендентні етюди».
Черні написав понад 800 творів для фортепіано; особливо популярним є його етюди, зокрема цикли «Школа швидкості» («École de velocité» op. 299), «Мистецтво спритності пальців» («Kunst der Fingerfertigkeit» op. 740). Окрім етюдів К.Черні є автором трьох сонат Op.119, п'єс «Pastorale», op. 121 i «Sentimentale», op. 120, а «Фантазії f-moll», op. 226 для фортепіано в 4 руки та «Концерту для фортепіано в 4 руки з оркестром», op. 153.
Йому належить також книжки «Повне теоретико-практичне вчення про композицію» (1849), «Нарис історії музики» (1851) та мемуари.